# Флеров, Иван Ефимович
Иван Ефимович Флеров (1827, Санкт-Петербург — 4 [16] декабря 1879) — российский религиозный деятель и педагог; священник Петропавловского собора РПЦ, магистр богословия, редактор петербургского духовно-литературного журнала «Дух христианина».

## Биография
Иван Флеров родился в 1827 году в городе Санкт-Петербурге. Среднее образование получил в Санкт-Петербургской духовной семинарии Русской православной церкви.
С 1849 года учился в Санкт-Петербургской духовной академии, где и окончил курс со степенью магистра богословия, защитив диссертацию: «О православных церковных братствах, противоборствовавших унии и юго-западной России в XVI, XVII и XVIII столетиях» (СПб., 1857).
Получив должное образование Флеров стал священником, сначала при Смоленской кладбищенской церкви (на Смоленском православном кладбище Санкт-Петербурга, потом в Петропавловском соборе.
Кроме того Флеров работал преподавателем Закона Божия в нескольких учебных заведениях столицы Российской империи. 
Флеров принимал деятельное участие в издании журнала «Дух христианина» в котором помещал критические статьи и некоторое время даже был его главным редактором.
Иван Ефимович Флеров скончался 4 декабря 1879 года.